# HD 260655
HD 260655 – gwiazda w gwiazdozbiorze Bliźniąt. Jest odległa od Słońca o 32,6 roku świetlnego. Ma układ planetarny.

## Charakterystyka
HD 260655 to czerwony karzeł należący do typu widmowego M0, o jasności równej 3,6 jasności Słońca i temperaturze około 3800 K. Promień gwiazdy to ok. 44% promienia Słońca, także jej masa to ok. 44% masy Słońca; jej wiek jest oceniany 2–8 miliardów lat.
W 2022 roku odkryto dwie tranzytujące planety krążące wokół tej gwiazdy. Ich masy i promienie wskazują, że są to planety skaliste. Ze względu na niewielką odległość od gwiazdy dociera do nich strumień promieniowania odpowiednio 42 i 16 razy większy niż dochodzący do Ziemi.
| Towarzysz | Masa [ M🜨 ] | Promień [ R🜨 ]     | Gęstość [kg m−3] | Okres orbitalny [ d ] | Półoś wielka [ au ] | Ekscentryczność    | Temperatura równowagowa [ K ] |
| b         | 2,14 ± 0,34 | 1,240 ± 0,023      | 6200 ± 1000      | 2,76953 ± 0,00003     | 0,02933 ± 0,00024   | 0,039 +0,043−0,023 | 709 ± 4                       |
| c         | 3,09 ± 0,48 | 1,533 +0,051−0,046 | 4700 +900−800    | 5,70588 ± 0,00007     | 0,04749 ± 0,00039   | 0,038 +0,036−0,022 | 557 ± 3                       |